# Gujewo
Gujewo (ros. Гуево) – wieś (ros. село, trb. sieło) w zachodniej Rosji, centrum administracyjne sielsowietu gujewskiego w rejonie sudżańskim obwodu kurskiego.

## Geografia
Miejscowość położona jest nad rzeką Psioł, 10,5 km od centrum administracyjnego rejonu (Sudża), 95,5 km od Kurska.
W granicach miejscowości znajdują się ulice: Kirowa, Kołchoznaja, zaułek Komsomolskij, Lenina, zaułek Lesnoj, Oktiabrskaja, Sadowaja, zaułek Sadowyj, Sowietskaja, zaułek Szkolnyj, Szlach, Wiesiołaja, Zawodskaja.

## Demografia
W 2010 r. miejscowość zamieszkiwały 904 osoby.